# Felsőzellő
Felsőzellő (1899-ig Nagy-Zellő, szlovákul: Veľké Zlievce, németül: Gross-Zellowitz) község Szlovákiában, a Besztercebányai kerületben, a Nagykürtösi járásban.

## Fekvése
Nagykürtöstől 12 km-re keletre fekszik.

## Története
1245-ben "Zelev" néven említik először. A 13. század második felében vált ketté a falu. Felsőzellő 1304-ben "Felzele", 1457-ben "Nagzelev" alakban szerepel a forrásokban. 1652. június 3-án a községben tartották Nógrád vármegye közgyűlését. A nógrádi váruradalom része volt, később az esztergomi érsekségé. A 16. században említik a falu szőlőskertjét. A század második felében elpusztította a török, ezután a töröknek fizetett adót. 1828-ban 104 házában 793 lakos élt, akik mezőgazdasággal és szőlőtermesztéssel foglalkoztak. Egykor szeszfőzdéje is működött, mely 1937-ben megszűnt.
Vályi András szerint "ZELLŐ. Kis, és Nagy Zellő. Két tót faluk Nógrád Várm. földes Uraik az Esztergomi Érsekség, és Báró Prónay Uraság, lakosaik katolikusok, és evangelikusok, Kis Zellő a’ Nagynak filiája; határbéli földgyeik középszerűek."
Fényes Elek szerint "Nagy-Zellő, Nógrád vm. egy hegy oldalán, s alján fekvő magyar f. 795 kath., 3 evang. lak. Szép tornyos kath. anyatemplom. Földje jó, és elég; rétje kevés; szőlője sok; és igen tartós állandó bort terem. F. u. az esztergomi érsek. Ut. p. Szakál."
A trianoni békeszerződésig Nógrád vármegye Szécsényi járásához tartozott. 1938 és 1945 között újra Magyarország része.

## Népessége
| Év:            | 1994. | 2004.   | 2014.   | 2024.   |
| -------------- | ----- | ------- | ------- | ------- |
| Emberek száma: | 481   | 512     | 509     | 470     |
| Eltérés:       |       | +6,44 % | -0,58 % | -7,66 % |

| Év:            | 2023. | 2024.   |
| -------------- | ----- | ------- |
| Emberek száma: | 478   | 470     |
| Eltérés:       |       | -1,67 % |

1880-ban 772 lakosából 729 magyar és 13 szlovák anyanyelvű volt.
1890-ben 741 lakosából 709 magyar és 24 szlovák anyanyelvű volt.
1900-ban 706 lakosából 634 magyar és 26 szlovák anyanyelvű volt.
1910-ben 804 lakosa mind magyar anyanyelvű volt.
1921-ben 767 lakosából 714 magyar és 39 csehszlovák volt.
1930-ban 936 lakosából 578 magyar és 308 csehszlovák volt.
1941-ben 851 lakosából 697 magyar és 154 szlovák volt.
1991-ben 487 lakosából 169 magyar és 297 szlovák volt.
2001-ben 502 lakosából 355 szlovák és 121 magyar volt.
2011-ben 493 lakosából 419 szlovák és 52 magyar volt.
2021-ben 498 lakosából 442 szlovák, 39 magyar (7,83%), 8 cigány, 1 cseh, 8 ismeretlen nemzetiségű volt.

## Neves személyek
- Itt született 1946-ban Z. Urbán Aladár.
- Itt temették el Balassa Ferenc koronaőr, bánt.

## Nevezetességei
- Szent Miklós tiszteletére szentelt római katolikus temploma 1750-ben épült barokk stílusban.
- Kápolnája 18. századi klasszicista stílusú.

## Gazdasága
A szocializmus évtizedeiben jelentős munkáltatónak számító bussai termelőszövetkezet megszűnése jelentősen hozzájárult az állástalanok számának emelkedéséhez.

## Külső hivatkozások
- Községinfó
- Felsőzellő Szlovákia térképén
- E-obce.sk